# Chilská vlajka

Chilská vlajka
Poměr stran: 2:3

Vlajka Chile má dva vodorovné pruhy, bílý a červený, u žerdi modré karé (o šířce bílého pruhu) s bílou pěticípou hvězdou.
Červená barva symbolizuje krev prolitou za svobodu země, bílá sněhem pokryté Andy, modrá oblohu klenoucí se nad státem a Tichý oceán. Bílá hvězda, používaná už dávnými chilskými Indiány, znamená jednotu a svobodu národa, jejich pět cípů je někdy spjato s pěti původními provinciemi státu (Atacama, Aconcagua, Bío-Bío, Coquimbo a O'Higgins).
Vlajka vznikla v období bojů za osvobození Chile v roce 1817 a je vlastně zjednodušenou verzí vlajky Spojených států amerických, jejíž barvy nese. Poměr stran vlajky je 2:3.

Rozměry chilské vlajky
Vlajka chilského prezidenta
Chilská lodní vlajka (Naval Jack) Poměr stran: 1:1

## Historie
Ve 13. století osídlili území dnešního středního Chile Djagitové, jižní část byla osídlena Mapuči (dříve Aurakáni nebo Araukánci). V letech 1460–1485 se dostalo toto území pod nadvládu Incké říše. Od roku 1535 bylo chilské území postupně kolonizováno Španěly a od roku 1568 se stalo severní a střední Chile součástí Místokrálovství Peru. Prvními vlajkami vyvěšovanými na chilském území byly španělské vlajky.
18. září 1810 vyvrcholily snahy o nezávislost povstáním kreolského obyvatelstva  v Santiagu, po kterém byla ustanovena  junta a vyhlášena nezávislost. Potřeba nových státních symbolů byla naplněna 4. července 1812, v den oslav nezávislosti (1776) USA. Novou vlajku vztyčil José Miguel Carrera, vůdce osvobozeneckého hnutí. Vlajku tvořila trikolóra s modro-bílo-žlutými vodorovnými pruhy. Oficiálně byla vlajka přijata 30. září, dekret o užívání ale nebyl nikdy vydán. Symbolika barev byla vykládána jako tři hlavní hodnoty státu: suverenita, zákon a síla. Povstání bylo již v roce 1814 potlačeno generálem Marianem Osoriem z Peru a 11. května byla dekretem tato vlajka zakázána. Naposledy byla vlajka použita 2. října v bitvě u Rancagua, po které byly znovuzavedeny španělské vlajky.
12. února 1817 byla, po bitvě u Chacabuca, kde vojska generálů San Martina a O'Higginse porazila Španěly, obnovena chilská nezávislost. V dubnu 1817 byla zavedena nová vlajka (autorem byl generál O'Higgins) se třemi vodorovnými pruhy: modrým, bílým a červeným. Barvy symbolizovaly bezoblačnou oblohu, sněhem pokryté  Andy a krev hrdinů prolitá na bojištích.

Španělská vlajka Argentiny (1785–1810/1812 a 1814–1817) Poměr stran: 2:3
Chilská vlajka (1812–1814) Poměr stran: 2:3
Chilská vlajka (1817) Poměr stran: 2:3

Již 18. října 1817 byla druhá chilská vlajka nahrazena novou (do dnes platnou) vlajkou. Prosadil ji ministr obrany José Ignacio Zenteno a autorem byl španělský voják Antonio Arcos (jiný zdroj uvádí jméno Gregorio de Andía y Varela). Oficiálně vyhlásilo Chile samostatnost až 12. února 1818, kdy jej uznalo i Španělsko. 9. července 1826 byla vyhlášena republika.

## Vlajky chilských regionů

Chilské regiony

Chile je unitární stát, který je rozdělen do šestnácti regionů. Vlajky regionů jsou seřazeny od severu k jihu.
Region Magallanes si nárokuje i území v Antarktidě (sektor mezi 53° a 90° západní délky, na které jsou však dle Antarktického smluvního systému pozastaveny veškeré nároky suverénních států).

Arica y Parinacota (XV) Poměr stran: 2:3
Tarapacá (I) Poměr stran: 2:3
Antofagasta (II) Poměr stran: 2:3
Atacama (III) Poměr stran: 2:3
Coquimbo (IV) Poměr stran: 2:3
Valparaíso (V) Poměr stran: 2:3
Metropolitní region (RM) Poměr stran: 2:3
Bernardo O'Higgins (VI) Poměr stran: 2:3
Maule (VII) Poměr stran: 2:3
Ñuble (XVI) Poměr stran: 2:3
Bío-Bío (VIII) Poměr stran: 2:3
Araukánie (IX) Poměr stran: 2:3
Los Ríos (XIV) Poměr stran: 2:3
Los Lagos (X) Poměr stran: 2:3
Aysén (XI) Poměr stran: 2:3
Vlajka Magallanes a Chilské Antarktidy (XII) Poměr stran: 2:3

Vlajka chilského regionu Coquimbo byla přijata 27. prosince 2013. Tato vlajka je dle vexilologů příkladem zcela nevexilologické vlajky, porušující snad všechny zásady vytváření vlajek.

## Vlajky provincie Isla de Páscua a chilských etnik
Vlastní (neoficiální) vlajku má od roku 2006 pouze jediná z 51 chilských provincií – Isla de Páscua (Velikonoční ostrov, v domorodém jazyce Rapa Nui), patřící pod region Valparaíso. Na bílém listu je umístěn červený Rei-miro, dekorativní předmět ve tvaru půlměsíce, kterým se zdobily ženy z ostrova. Rei-miro znázorňuje polynéskou kánoi. Oba konce ozdoby jsou ukončeny stylizovanými lidskými hlavami. 
Mapučové (dříve také Araukáni nebo Araukánci), etnická skupina jihoamerických indiánů v oblasti jižních And a Patagonie mají svou vlajku.
Vlastní vlajky mají i některá další etnika v Chile.

Vlajka Velikonočního ostrova Poměr stran: nejistý, zobrazen 5:8
Mapučská vlajka Poměr stran: 2:3